# Cornelius Gurlitt
Cornelius Gurlitt (10. února 1820, Altona, dnes část Hamburku - 17. června 1901, tamtéž) byl německý hudební skladatel. Je znám především díky svým oblíbeným a hudebně cenným etudám.

## Život
Základní hudební vzdělání získal Gurlitt od altonského varhaníka Johanna Friedricha Grönlanda (1777–1834). Do roku 1840 pak byl žákem Johanna Rudolfa Reineckeho, otce svého spolužáka a přítele Carla Reineckeho. Ve svém vzdělávání pokračoval v Kodani, kde byli jeho učiteli Johan Ernst Hartmann (varhany), Bernhard Courlænder (klavír) a Christoph Ernst Friedrich Weyse (kompozice). Kromě toho se spřátelil se skladatelem Nielsem Wilhelmem Gadem.
V roce 1841 se Gurlitt usadil v Hirschholmu poblíž Kodaně a působil jako učitel hudby. V roce 1844 publikoval Šest písní pro zpěv a klavír, op. 2 a v březnu 1845 získal, stejně jako před dvěma lety Gade a Carl Reinicke, královské stipendium.
Odcestoval přes Altonu nejprve do Lipska, kde Gade řídil koncerty Gewandhausorchestru. Pak pokračoval do Říma, kde jeho bratr Louis Gurlitt studoval malířství. V Římě si získal pověst vynikajícího hudebníka. Papežská Accademia di Santa Cecilia mu udělila čestné členství a v roce 1855 ho jmenovala čestným profesorem hudby. Během svého pobytu v Římě absolvoval úspěšně i studium malířství.
Po návratu do Altony v roce 1848 ho zaměstnal Christian August, vévoda z Augustenburgu, jako učitele pro své tři dcery. Během Prusko-dánské války (1848-1851) působil jako důstojník ve vojenské kapele dánské armády. Naproti tomu během Dánsko-německá války (1864) hrál ve vojenské kapele na německé straně.
V roce 1866 se stal varhaníkem v chrámu sv. Trojice v Altoně, v roce 1879 královským hudebním ředitelem. Od roku 1879 vyučoval sborový zpěv na konzervatoři v Hamburku a v roce 1887 se stal čestným členem hamburského Svazu hudebníků. V roce 1847 se stal také členem altonské zednářské lóže Carl zum Felsen.
Zemřel v roce 1901 ve svém rodném městě Altona. Je pohřben se svou manželkou na hřbitově Norderreihe.

## Dílo
Byl velmi plodným skladatelem. V jeho více než 230 skladbách převažují kompozice pro klavír. Kromě toho napsal mnoho písní, dvě operety, jednu operu, symfonickou a komorní hudbu.